# Francavilla Marittima
Francavilla Marittima è un comune italiano di 2 734 abitanti della provincia di Cosenza in Calabria.

## Geografia fisica
Il centro si adagia a 273 metri di altitudine sulle estreme pendici sud-orientali del Pollino, a nord del torrente Raganello. Il suo territorio fa parte del parco nazionale del Pollino e raggiunge i 1025 metri di altitudine con la cima del monte Pietra Ferrigna.

## Storia
Francavilla Marittima risulta, nel XV secolo, fra i possedimenti dei Sanseverino potentissimi principi di Bisignano e feudatari di Cassano allo Ionio. Ma già nel XII secolo il territorio è chiamato "Divisa" divisoria dei feudi di Cassano e Cerchiara. È chiamato tenimento ricoperto da boschi e selva e privo di abitazione, e infine "casale" un insieme di case sparse in campagna, dipendenti da un centro più importante. Ma le origini di Francavilla Marittima sono ancora più remote, perché risalgono al tempo della Magna Grecia, con la costruzione della leggendaria città di Lagaria a sua volta fondata sui resti del villaggio indigeno: quello degli Enotri. Lo stemma civico è caratterizzato: da una corona principesca in onore dei San Severino, una torre merlata alla guelfa, poi un castello medioevale Bizantino.
Il paese di VillaFranca, che significa paese libero dai tributi, è poi rinominato in Francavilla e nel 1863 è aggettivato come Marittima perché è vicino al mare. Le stelle dello stemma indicano le contrade, poi troviamo 2 rami di ulivo e quercia che rappresentano la flora locale e simboli di pace e forza. Il centro storico tardo medievale, racchiude nel suo cuore uno dei monumenti più importanti dal punto di vista storico ambientale, la fontana vecchia costruita nel 1793 con le 3 canne da cui scorre l'acqua raccolta in 3 vasche marmoree, ed e caratterizzata da un frontale in mattoni costruito nel 1897 ad opera di Garofalo e De Simone.

## Monumenti e luoghi d'interesse

### Architetture civili
- Palazzo Rovitti, edificato nella prima metà dell'Ottocento a pianta rettangolare, caratterizzato da una facciata uniforme, con finestre decorate.
- Palazzo Apolito
- Palazzo De Santis
- Palazzo Risoli
- Palazzo Montilli in rione Fontana Vecchia.

### Architetture religiose
- Chiesa madre, costruita nel settecento, è dedicata all'Annunziata ed è caratterizzata dalla torre campanaria costruita nel XVII secolo a base quadrata, ospitante una campana in bronzo del 1716 di Antonio Starita.
- Chiesa della Madonna del Carmine
- Chiesa della Madonna degli Infermi
- Chiesa di Santa Lucia
- Chiesa di Sant'Emidio
- Santuario della Beata Vergine degli Infermi, sorto sull'originaria cappella gentilizia dei duchi Serra di Cassano venne venduta nel XVIII secolo alla famiglia Apolito che nel 1806 riedificò totalmente l'edificio dedicandolo alla Beata Vergine degli Infermi apparsa la notte del 14 settembre 1806.

### Altro
- Area archeologica del Timpone della Motta
- Area archeologica della Necropoli di Macchiabate

## Società

### Evoluzione demografica
Abitanti censiti